# Drunella coloradensis
Drunella coloradensis är en dagsländeart som först beskrevs av Dodds 1923.  Drunella coloradensis ingår i släktet Drunella och familjen mossdagsländor. Inga underarter finns listade i Catalogue of Life.